# Ectatomma planidens
Ectatomma planidens is een mierensoort uit de onderfamilie van de Ectatomminae. De wetenschappelijke naam van de soort is voor het eerst geldig gepubliceerd in 1939 door Borgmeier.